# Josef Morávek
Josef Morávek (* 20. prosince 1959 Praha) je český režisér a manažer, v letech 1992 až 1996 umělecký šéf Městského divadla Zlín, od července do prosince 2022 ředitel tohoto divadla.

## Život
Narodil se v Praze. Absolvoval pražské Gymnázium Nad Turbovou a Akademické gymnázium Štěpánská. V roce 1987 vystudoval obor činoherní režie na Janáčkově akademii múzických umění v Brně (získal titul Mgr.).
Jako režisér působil od poloviny osmdesátých let v řadě českých divadel. V letech 1992 až 1996 byl uměleckým šéfem Městského divadla Zlín.
Byl také ředitelem Zlínské vyšší odborné školy umění a je spoluzakladatelem a manažerem portálu www.divadlo.cz, v letech 1999 až 2022 působil jako ředitel a jednatel společnosti ABSTRACT, která realizovala řadu úspěšných internetových projektů.
Od července 2022 se stal novým ředitelem Městského divadla Zlín. Předchozí ředitel Petr Michálek se totiž stal od února 2022 rektorem JAMU v Brně, a tak ve funkci ředitele divadla skončil. Nicméně v prosinci 2022 jej Rada města Zlína z této funkce odvolala a vedením divadla pověřila ekonomickou šéfku Irenu Pelkovou. Podle primátora města byl Morávek spíše umělec s manažerskými základy, vedení města rovněž vadila jeho nekomunikativnost.
Josef Morávek je ženatý, žije v Brně.